# Thierry Renaer
Thierry Renaer (Leuven, 4 maart 1976) is een voormalig Belgisch hockeyer.

## Levensloop
Renaer was actief bij KHC Leuven, met deze ploeg werd hij in 2008 landskampioen. Ook won hij driemaal de Gouden Stick, met name in 1995, 2000 en 2004. In 2009 zette hij om familiale redenen een punt achter zijn sportieve carrière.
Tevens maakte hij vanaf 1993 deel uit van het Belgisch hockeyteam, waarvan hij een tijdlang kapitein was. In deze hoedanigheid nam hij onder meer deel aan de Olympische Zomerspelen van 2008 en behaalde hij brons op het Europees kampioenschap van 2007.
Van beroep is hij IT-er. Zijn broer Audry is ook actief in het hockey.